# Dinho
Dinho, właśc. Edi Wilson José dos Santos (ur. 15 października 1966 w Aracaju) – brazylijski piłkarz, występujący podczas kariery na pozycji pomocnika.

## Kariera klubowa
Dinho karierę piłkarską rozpoczął w klubie Confiança Aracaju w 1985. Z Confiançą zdobył mistrzostwo stanu Sergipe – Campeonato Sergipano w 1986. W latach 1986–1991 występował w Sporcie Recife. Z Recife mistrzostwo stanu Pernambuco w 1988. W Sporcie 23 stycznia 1987 w przegranym 0-1 meczu z EC Bahia Dinho zadebiutował w lidze brazylijskiej. W latach 1991–1992 występował w Hiszpanii w Deportivo La Coruña. W 1992 powrócił na krótko do Recife, po czym został zawodnikiem São Paulo FC.
Z São Paulo zdobył mistrzostwo stanu São Paulo – Campeonato Paulista w 1992, Copa Libertadores 1993 oraz dwukrotnie Puchar Interkontynentalny w 1992 i 1993. W 1994 występował w Santosie FC, a w latach 1995–1996 w Grêmio Porto Alegre. Z Grêmio zdobył mistrzostwo Brazylii w 1996, dwukrotnie mistrzostwo stanu Rio Grande do Sul – Campeonato Gaúcho w 1995 i 1996, Copa Libertadores 1995 (Dinho zdobył bramkę w drugim meczu finałowym) oraz Recopa Sudamericana w 1995.
W 1997 Dinho krótko występował w Américe Belo Horizonte, po czym wrócił do Grêmio, z którym zdobył Copa do Brasil w 1997. W latach 1998–2000 ponownie występował w Américe. W Américe 30 września 1998 przegranym 0-1 meczu z EC Juventude Dinho po raz ostatni wystąpił w lidze. Ogółem w latach 1987–1998 w lidze brazylijskiej wystąpił w 142 meczach, w których strzelił 16 bramek. Karierę zakończył w 2002 w EC Novo Hamburgo.

## Kariera reprezentacyjna
Jedyny raz w reprezentacji Brazylii wystąpił 16 grudnia 1993 w wygranym 1-0 towarzyskim meczu z reprezentacją Meksyku.